# Хирокития
Хирокитѝя (на гръцки Χοιροκοιτία) е изключително добре запазено неолитно селище в Кипър от периода 7-4 хилядолетие пр.н.е., което е един от най-важните праисторически обекти в Източното Средиземноморие. Неговите останки и находките от разкопките хвърлят светлина върху еволюцията на човешкото общество в този ключов регион, въпреки че е проучена само част от селището. Те доказват, че в праисторическия период, Кипър играе важна роля в предаването на културата от Близкия изток към Европейския свят и от Азия към Средиземноморието. На 2 декември 1998 година Хирокития е добавена към списъка с обекти на Световното културно наследство към ЮНЕСКО.

## История
По време протонеолита, през около 8100 г. пр.н.е. в Кипър съществуват селища на ловци-събирачи, но се смята, че след кратък период от време островът е изоставен. Постоянното човешко заселване на Хирокития започва 7000 години пр.н.е., през докерамичния период на протонеолита. Селището е основано вероятно от преселници от Анадола и Леванта, които водят уседнал начин на живот. Това са земеделски производители, които се занимават с отглеждане на зърнени култури и имат стада от овце, кози и свине, всички докарани от Мала Азия. За произхода, културните традиции и миграцията на тези хора практически няма никакви сведения. Те не са потомци и продължители на по-ранна култура на острова, нито са предци на по-късно заселилото се тук население.
По някаква причина селището и околните поселения са изоставени внезапно в средата на 6-ото хилядолетие пр.н.е. И не са заселени отново в продължение на около 1000 години. Ново население по тези места се появява едва през керамичния неолит. Нови форми на домашни животни и растения, както и керамичните произведения от това ново заселване предполагат, че това са членове на новопристигнали емигрантски групи, чийто начин на живот отново се основава на селското стопанство и отглеждането на домашни животни. Селището е окончателно изоставено в началото на 4-то хилядолетие пр.н.е.
Ръстът на жителите е сравнително нисък – мъжете стигат на височина до 1,61 метра, а жените – около 1,51 m. Средната продължителност на живота е много ниска – за мъжете тя е 35 години, а за жените – 33.
Според Голямата кипърска енциклопедия, названието на селището, по преобладаващо мнение, произлиза от думата „хирос“, която означава „свиня“. Името указва мястото, където се отглеждат прасета. Според друга версия, по-старото име на селището е Сидерокития, от „сидер“, със значение „желязо“, т.е. – желязна местност.

## Разкопки
Първите разкопки на селището са направени от 1934 до 1946 година от Порфириос Дикайос, от името на кипърското правителство. Следващият етап започва през 1970 година, но е прекъснат заради Кипърския конфликт. Чак през 1977 година отново започват сериозни разкопки, провеждани от френска археологическа експедиция.

## Описание
Хирокития се намира в района на град Ларнака, на около 6 km от южния бряг, навътре в острова. Селището е разположено по склоновете на висок хълм, частично обхванат от меандър на река Марони, с изглед към плодородната долина Василикос. Било е населено от 7 до 4 хилядолетие преди новата ера и при най-големия си размер е обхващало площ от 6,2 ха. От разкопките се черпят сведения за живота по време на протонеолита, в неговия върхов момент, когато керамиката все още е била непозната.

### Градоустройство
На върха на хълма е разкрита сложна архитектурна система за достъп до селото, с впечатляваща конструкция. Тя е построена на базата на предварителен план, което показва наличието на колективни усилия и добре структурирана социална организация, която е в състояние да изгради и поддържа произведения от голям мащаб за общи нужди.
Разкопките разкриват уникална градоустройствена и архитектурна картина от времето на неолита. Селището не е обичайното село, а един протоград, представляващ единен архитектурен комплекс, включващ жилища, обществени и селскостопански постройки и здрави, мощни стени. Изграден е масивен, каменен път, съставен от многобройни стъпала, който води от подножието на хълма до най-високата му част и се издига на 200 метра над равнинната местност.
Неолитният град заема целия южен склон на хълма и се спуска живописно към речния бряг, разделен на три сегмента. Съхранените останки от няколко жилища сочат, че по онова време руслото на река Марони е било по-широко и се е намирало на по-голяма височина от днес.

### Стени
Около града е издигната мощна защитна стена с дебелина 2,5 метра, която блокира достъпа до селището от запад. Не е ясно каква е била височината, тъй като никъде не е запазена изцяло. Но най-високото ниво до което стигат развалините ѝ е 3 метра.
Другите три страни са естествено предпазени от стръмните брегове на реката. За защита на по-късното разширение на Хирокития в западна посока, е построена нова, допълнителна стена. И на двете има впечатляващи по размера и вида си порти, открити по време на разкопките. В рамките на дебелината на външната стена е изградено стълбище с три реда стъпала.

### Сгради
При разкопките са разкрити 48 жилища, една малка част от постройките в селището, които се предполага, че са наброявали над 1000 сгради. Конструкцията на постройките е изключително интересна, със странна и непривична за нас архитектура. Това са кръгли къщи с плоски покриви, вид толоси, построени направо на земята, без основи. Дълго време се приема, че покривите на неолитните сгради са били куполообразни, изградени от камък, непечени тухли и глина, докато скорошни находки се натъкват на използваните по онова време плоски покриви.
Сградите са изградени от необработени варовикови блокове, непечени тухли и трамбована глина. Често външната повърхност е от камък, а вътрешната – от глина и тухли. От отломките е направено заключение, че покривите им са плоски, направени от клони и тръстика, слепени с глина. Външният диаметър на сградите варира от 2,30 m до 9,20 метра, докато вътрешният е от 1,40 до 4,8 метра. Отвътре по-големите сгради са замазани с глина, която често се обновява така, че в някои случаи достига до 10 пласта един над друг. На някои места по вътрешните повърхности на стените има останки от боя.
Около всяко по-голямо здание са изградени малки, кръгли в план постройки, подредени около общ малък двор, за които се предполага, че имат някакви стопански функции. Те са разположени толкова близо една до друга, че отдалеч създават впечатление за пчелни килийки. Във вътрешността си къщите имат по две каменни колони, за които се смята, че са поддържали второ ниво в помещението, където се намират местата за спане, настлани с клони и тръстики. На пода, между колоните, се намира огнището. Входните врати са поставени доста високо над земята, така че за да се попадне в къщата, се слиза по няколко стъпала.

## Находки
Находките от разкопките включват кремъчни сечива, костни оръдия на труда, съдове от камък, растителни и животински останки и други. Открити са зърно от ранни форми на пшеница, ечемик и леща, а животинските кости са от опитомени видове. Инструментите са разнообразни, вариращи от костни игли до селскостопански инструменти като сърпове.
Почти всички домашни съдове са изработени от сивозелен андезит. Най-често се срещат купи и чинии с правоъгълна или продълговата форма, достигащи на дължина до 30 cm. Много от тях са украсени с резба във вид на ивици или поредица от наклонени линии, които характеризират артистичните усещания на майсторите. Често се срещат резбовани речни камъчета и малки, куполообразни, резбовани фигурки с неизвестно предназначение. Предполага се, че са били приемани като предмети, носещи магическа сила.
Женските накити, поставени в погребалните ями, са съставени от каменни мъниста и висулки от карнеол, както и мъниста от черупки и раковини с формата на кучешки зъби. Открит е и малък фрагмент от тъкана материя, който дава представа за това как са се обличали хората от неолита.
Намерените сърпове и наконечници за стрели и копия, са изработени от обсидиан, който не се намира в Кипър. Това дава основание да се смята, че са съществували търговски контакти с Мала Азия и Северна Сирия, които са могли да бъдат осъществени само по морски път.

## Погребални обичаи
Характерна особеност в живота на хората от Хирокития е, че погребват своите умрели под трамбования пръстен под на къщите си. Покойникът се полага в изкопана яма, като понякога се затъпква отгоре с камък и пръст, до изравняване на пода. Откриването на тези погребения дава богат материал за изследвания на живота и бита на най-древните обитатели на острова.
Не е открит нито един гроб на стар човек и това е странно, тъй като за толкова дълъг период от време би трябвало да има и по-дълголетни хора. За сметка на това са открити много детски гробчета, което говори за високата детска смъртност по онова време. Мъртвите са погребвани сгънати, с колене до гърдите и край тях в много случаи се откриват предмети на бита и украшения. В гробовете се полагат каменни чаши, често счупени, каменни мъниста, костни игли, карфици, както и няколко изключително стилизирани, безполови, каменни, антропоморфни фигурки. Съществуването им говори за наличието на сложни ритуални и религиозни практики и духовни вярвания.

## Съвременно състояние
Селището е намерено непокътнато, изключително запазено и включва всички елементи на праисторическо поселение. Значителна част от територията му се намира в частни парцели или на границата с тях. За да запази ценната находка и първоначалното състояние на руините, кипърското правителство започва отчуждаване на земите, върху които е разположено селището и създава буферна, контролирана зона около него с размер от 68 ha.
Очертанията на застроената среда, обградена с яки стени, са уточнени чрез електромагнитни проучвания и разкопки, проведени по хълма от френска археологическа експедиция на Националния център за научни изследвания (CNRS). Френските специалисти правят разкопки и провеждат консервационни работи от 1976 година насам, като успяват да разкрият само малка част от общата площ. Консервацията се свежда само до обработка на строителните материали, за да се гарантира структурната безопасност на руините, без да се пречи на целостта на обекта. Затова останките запазват своята автентичност по отношение на форма, материали, местоположение и среда.
За защита на разкритите останки са построени временни навеси и не са правени опити за реконструкция на място. Реконструирани са само 5 сгради и част от крепостната стена, които са построени извън обекта, а изграждането им е базирано на изкопните доказателства. Този подход дава възможност за по-ясно и точно възприемане на спецификата на самото селище.

## Управление
Управлението на обекта е под прякото наблюдение на куратора на древните паметници и отговорност на директора на отдела за антики. По принцип културното и археологическо наследство в Кипър е защитено и управлявано в съответствие с местния закон за антики и международните договори, подписани от републиката. В съответствие с тях древните паметници са категоризирани по два начина – някои на правителствени, а други на частни терени. Хирокития се намира на територия, която е правителствена собственост, но голяма площ на запад от нея попада в частни владения.
Определянето на руините като античен паметник на историята и културата дава възможност държавните институции да упражняват контрол върху развитието на разкопките. По закон директорът на отдела за антики има правомощието да отхвърли или измени проектите за развитието на всеки парцел, деклариран като такъв паметник и попадащ на частен терен. Освен това, законът предвижда обособяването на буферни зони в близост до обектите. Директорът на отдела за старини контролира височината и архитектурния стил на всяка сграда, предложен за изграждане в рамките на тази зона, за да се запази историческия и археологически характер, както и заобикалящата среда на древния паметник.
Във връзка с тези правомощия, контролираната зона около Хирокития предстои да бъде разширена в северна, източна и южна посока. Целта е да се защитят както докерамичното неолитно селище, така и характера на заобикалящата го естествена среда, която представлява неразделна част от него. През ноември 2010 година Хирокития, заедно с още 3 обекта на световното наследство в Кипър и Италия, получава и статут на специална, засилена закрила от Комитета за защита на културните ценности в случай на въоръжен конфликт.